# Lloyd Bridges

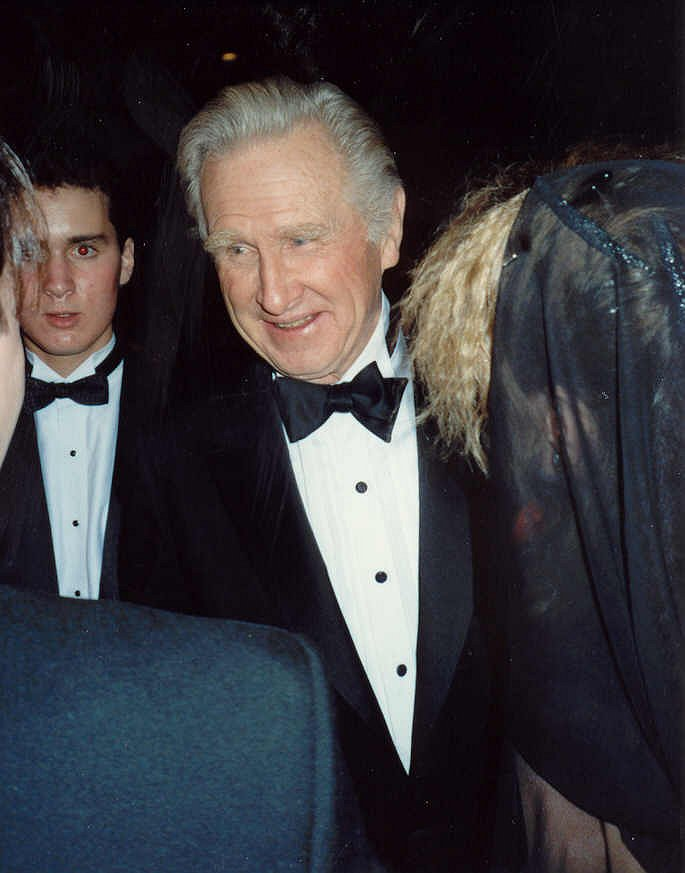
Lloyd Bridges in 1989

Lloyd Vernet Bridges, Jr. (n. 15 ianuarie 1913, San Leandro⁠(d), California, SUA – d. 10 martie 1998, Los Angeles, California, SUA) a fost un actor american de film, care a cunoscut o carieră de succes în serii de televiziune, precum și cu apariții în peste 150 de filme.

## Filmografie

### Filme
- 1936 Freshman Love
- 1936 Dancing Feet
- 1937 Orizont pierdut (Lost Horizon), regia Frank Capra
- 1941 The Lone Wolf Takes a Chance
- 1941 They Dare Not Love
- 1941 The Medico of Painted Springs
- 1941 The Son of Davy Crockett
- 1941 Here Comes Mr. Jordan
- 1941 Our Wife
- 1941 Harmon of Michigan
- 1941 Two Latins from Manhattan
- 1941 You Belong to Me
- 1941 Three Girls About Town
- 1941 The Royal Mounted Patrol
- 1941 Sing for Your Supper
- 1941 Honolulu Lu
- 1941 Harvard, Here I Come!
- 1942 West of Tombstone
- 1942 Blondie Goes to College
- 1942 Cadets on Parade
- 1942 Shut My Big Mouth
- 1942 Canal Zone
- 1942 Tramp, Tramp, Tramp
- 1942 North of the Rockies
- 1942 Alias Boston Blackie
- 1942 The Wife Takes a Flyer
- 1942 Sweetheart of the Fleet
- 1942 Riders of the Northland
- 1942 Flight Lieutenant
- 1942 Atlantic Convoy
- 1942 The Talk of the Town
- 1942 A Man's World
- 1942 The Spirit of Stanford
- 1942 The Daring Young Man
- 1942 Boston Blackie Goes Hollywood
- 1942 Pardon My Gun
- 1942 Underground Agent
- 1942 Counter-Espionage  (nemenționat) (chelner)
- 1943 Commandos Strike at Dawn
- 1943 City Without Men
- 1943 One Dangerous Night
- 1943 Destroyer
- 1943 Passport to Suez
- 1943 Hail to the Rangers
- 1943 Sahara
- 1943 The Heat's On
- 1943 There's Something About a Soldier
- 1943 Crime Doctor's Strangest Case
- 1944 Once Upon a Time
- 1944 She's a Soldier Too
- 1944 Louisiana Hayride
- 1944 The Master Race
- 1945 Secret Agent X-9
- 1945 Strange Confession
- 1945 A Walk in the Sun
- 1946 Abilene Town
- 1946 Miss Susie Slagle's
- 1946 Canyon Passage
- 1947 Ramrod
- 1947 The Trouble with Women
- 1947 Thunderbolt!
- 1947 Unconquered
- 1948 Secret Service Investigator
- 1948 16 Fathoms Deep
- 1948 Moonrise
- 1949 Hideout
- 1949 Red Canyon
- 1949 Home of the Brave
- 1949 Calamity Jane and Sam Bass
- 1949 Trapped

- 1950 Colt .45
- 1950 Racheta X-M (Rocketship X-M), regia Kurt Neumann
- 1950 The White Tower
- 1950 The Sound of Fury
- 1951 Little Big Horn
- 1951 Three Steps North
- 1952 La amiază (High Noon), regia Fred Zinnemann
- 1952 Plymouth Adventure
- 1953 Ultimii comanși (Last of the Comanches), regia André de Toth
- 1953 The Tall Texan
- 1953 The Kid from Left Field
- 1953 City of Bad Men
- 1953 The Limping Man
- 1954 Pride of the Blue Grass
- 1954 Third Party Risk
- 1955 Wichita
- 1955 Apache Woman
- 1956 Wetbacks
- 1956 Omul care aduce ploaia (The Rainmaker), regia Joseph Anthony
- 1957 Ride Out for Revenge
- 1958 The Goddess

- 1962 A Pair of Boots
- 1966 Around the World Under the Sea
- 1968 Daring Game
- 1968 Attack on the Iron Coast
- 1969 The Happy Ending

- 1970 The Love War (film TV)
- 1972 Scuba (documentar) (narator)
- 1972 To Find a Man
- 1972 Haunts of the Very Rich
- 1973 Running Wild
- 1979 The Fifth Musketeer
- 1979 Bear Island

- 1980 Avionul buclucaș (Airplane!), regia Jim Abrahams, David Zucker și Jerry Zucker
- 1982 Avionul buclucaș II: Continuarea (Airplane II: The Sequel), regia Ken Finkleman
- 1986 The Thanksgiving Promise
- 1987 Weekend Warriors
- 1987 The Wild Pair cu fiul său Beau Bridges
- 1988 Tucker: The Man and His Dream
- 1989 Winter People
- 1989 Cousins

- 1990 Joe împotriva vulcanului (Joe Versus the Volcano), regia John Patrick Shanley
- 1991 Hot Shots!
- 1992 Dragă, am mărit copilul! (Honey, I Blew Up the Kid), regia Randal Kleiser
- 1992 Earth and the American Dream (documentar) (narator)
- 1993 Mr. Bluesman
- 1993 Hot Shots! Part Deux
- 1994 Blown Away
- 1995 Peter and the Wolf
- 1998 Jane Austen's Mafia!
- 2000 Meeting Daddy
- 2002 From Russia to Hollywood: The 100-Year Odyssey of Chekhov and Shdanoff

### Scurtmetraje
- 1942 The Great Glover
- 1943 They Stooge to Conga
- 1943 A Rookie's Cookie
- 1943 His Wedding Scare
- 1949 Mr. Whitney Had a Notion
- 1962 My Daddy Can Lick Your Daddy
- 1966 The World of Inner Space
- 1987 I Am Joe's Heart (voce)